# ساریتا مور
ساریتا مور (به انگلیسی: Sarita Mor؛ زادهٔ ۱۶ آوریل ۱۹۹۵) کشتی‌گیر آزادکار کشور هند است.
از افتخارات وی می‌توان به کسب مدال برنز مسابقات قهرمانی کشتی جهان ۲۰۲۱ اشاره کرد.